# Ricardo Eichmann
Ricardo Francisco Eichmann (Buenos Aires, 2 de noviembre de 1955) es un arqueólogo argentino nacionalizado alemán. Fue director del Departamento de Oriente del Instituto Arqueológico Alemán entre 1996 y 2020 y anteriormente profesor de arqueología del Oriente Próximo en la Universidad de Tubinga.

## Primeros años
Ricardo Francisco Eichmann nació el 2 de noviembre de 1955 en Buenos Aires, Argentina. Es el hijo menor de Adolf Eichmann y Vera Eichmann (de soltera Liebl). Tiene tres hermanos mayores. Eichmann tenía cinco años cuando su padre fue capturado y llevado de Argentina a Israel por el Mosad. Cuando era adolescente, Eichmann se enteró de la historia de su padre en los libros. Rechazó la ideología nazi de su padre y aceptó que su ejecución estaba justificada.
Desde 1977, Eichmann estudió prehistoria y protohistoria, arqueología clásica y egiptología en la Universidad de Heidelberg. Su disertación de 1984 se tituló Aspectos prehistóricos de los planos de planta en el Medio Oriente. 

## Carrera académica
Eichmann es arqueólogo. De 1984 a 1994, trabajó primero como consultor científico y luego como asistente de investigación en el Departamento de Bagdad del Instituto Arqueológico Alemán en Berlín. Eichmann fue luego brevemente profesor de arqueología del Oriente Próximo en la Universidad de Tübingen de 1995 a 1996. De 1996 a 2019 fue el primer director del Departamento de Oriente del Instituto Arqueológico Alemán en Berlín, siendo sucedido por Margarete van Ess en 2020. Sus intereses de investigación incluyen la arqueología musical en el Cercano Oriente y Egipto.

## Vida personal
En 1995 conoció a Zvi Aharoni, el agente del Mossad que fue el principal responsable de la captura de su padre. Eichmann rechaza la mayoría de las solicitudes de entrevistas. Tiene dos hijos.

## Obras seleccionadas
- Eichmann, Ricardo; Schaudig, Hanspeter; Hausleiter, Arnulf (November 2006). «Archaeology and epigraphy at Tayma (Saudi Arabia)». Arabian Archaeology and Epigraphy (en inglés) 17 (2): 163-176. ISSN 0905-7196. doi:10.1111/j.1600-0471.2006.00269.x.
- Eichmann, Ricardo (2007). Uruk: Architektur. Von den Anfängen bis zur frühdynastischen Zeit (en alemán). Verlag Marie Leidorf. ISBN 978-3-89646-036-3.
- Eichmann, Ricardo; Koch, eds. (2015). Musikarchäologie: Klänge der Vergangenheit (en alemán). Theiss. ISBN 978-3-8062-3007-9.